# گلستان (مه‌ولات)
گلستان روستایی از توابع بخش شادمهر، شهرستان مه ولات در استان خراسان رضوی ایران است.

## جمعیت
این روستا در دهستان ازغند قرار دارد و براساس سرشماری مرکز آمار ایران در سال ۱۳۸۵، جمعیت آن ۶۷۹ نفر (۱۰۲خانوار) بوده است.